# Coupe d'Afrique des vainqueurs de coupe de football 2002
Navigation
Édition précédente Édition suivante
La Coupe d'Afrique des Vainqueurs de Coupe 2002 est la vingt-huitième édition de la 2e compétition de plus haut niveau de la CAF. Il s'agit de la 29e édition de la Coupe des coupes de la CAF.
Cette compétition qui oppose les vainqueurs des coupes nationales voit le premier sacre du club marocain, Wydad AC, dans une finale qui se joue en deux matchs face aux ghanéens d'Asante Kotoko FC. Il s'agit du 1er sacre (et l'unique) des clubs marocains dans cette compétition.

## Tour préliminaire
| Équipe 1                 | Résultat | Équipe 2                  | Aller | Retour |
| ------------------------ | -------- | ------------------------- | ----- | ------ |
| Atlético Malabo          | -        | Sara Sport FC disqualifié | -     | -      |
| Akokana FC               | 1 - 3    | Gazelle FC                | 0 - 0 | 1 - 3  |
| Les Citadins FC          | 6 - 3    | Stade centrafricain       | 4 - 0 | 2 - 3  |
| Polisi Dodoma            | 2 - 1    | Guna FC                   | 0 - 0 | 2 - 1  |
| US Beau-Bassin/Rose Hill | 4 - 3    | LCS Extension Gunners     | 3 - 2 | 1 - 1  |

## Premier tour
| Équipe 1                     | Résultat      | Équipe 2            | Aller | Retour |
| ---------------------------- | ------------- | ------------------- | ----- | ------ |
| Gazelle FC                   | 1 - 6         | USM Alger           | 0 - 0 | 1 - 6  |
| AS Kaloum Star               | 3 - 7         | Mangasport          | 2 - 2 | 1 - 5  |
| Express FC                   | 3 - 3 1-4 tab | Ghazl El Mahallah   | 2 - 1 | 1 - 2  |
| Atlético Malabo              | 2 - 5         | Al Ahly Tripoli     | 2 - 2 | 0 - 3  |
| SONACOS                      | 0 - 3         | Wydad AC            | 0 - 0 | 0 - 3  |
| Mamahira AC                  | 0 - 6         | Alliance Bouaké     | 0 - 4 | 0 - 2  |
| Les Citadins FC              | 1 - 4         | Fovu Baham          | 1 - 3 | 0 - 1  |
| Dolphin FC                   | 1 - 2         | AS Police           | 1 - 0 | 0 - 2  |
| Polisi Dodoma                | 0 - 9         | CS Hammam Lif       | 0 - 2 | 0 - 7  |
| AFC Leopards                 | 0 - 1         | Al-Mourada SC       | 0 - 1 | 0 - 0  |
| disqualifié Kaizer ChiefsT   | 4 - 0         | US Transfoot        | 4 - 0 | -      |
| US Beau-Bassin/Rose Hill     | 0 - 1         | SS Jeanne d'Arc     | 0 - 1 | 0 - 0  |
| Asante Kotoko                | 4 - 2         | Deportivo Sonangol  | 2 - 0 | 2 - 2  |
| Clube de Desportos Maxaquene | 3 - 3e        | Santos Cape Town    | 3 - 1 | 0 - 2  |
| Zanaco FC                    | 4 - 4e        | AS Vita Club        | 4 - 1 | 0 - 3  |
| Shabanie Mine                | 1 - 3         | Saint-Michel United | 1 - 0 | 0 - 3  |

## Huitièmes de finale
| Équipe 1                    | Résultat      | Équipe 2          | Aller | Retour |
| --------------------------- | ------------- | ----------------- | ----- | ------ |
| AS Police                   | 0 - 0 4-3 tab | Fovu Baham        | 0 - 0 | 0 - 0  |
| Mangasport                  | 1 - 3         | USM Alger         | 1 - 2 | 0 - 1  |
| Al Ahly Tripoli             | 2 - 3         | Ghazl El Mahallah | 2 - 1 | 0 - 2  |
| Al-Mourada SC               | 3 - 0         | CS Hammam Lif     | 2 - 0 | 1 - 0  |
| Alliance Bouaké             | 1 - 6         | Wydad AC          | 1 - 1 | 0 - 5  |
| disqualifié SS Jeanne d'Arc | 3 - 1         | US Transfoot      | 3 - 1 | -      |
| Santos Cape Town            | 4 - 4e        | Asante Kotoko     | 3 - 3 | 1 - 1  |
| Saint-Michel United         | 1 - 3         | AS Vita Club      | 0 - 1 | 1 - 2  |

## Quarts de finale
| Équipe 1      | Résultat | Équipe 2          | Aller | Retour |
| ------------- | -------- | ----------------- | ----- | ------ |
| Al-Mourada SC | 0 - 4    | AS Police         | 0 - 1 | 0 - 3  |
| AS Vita Club  | 2 - 3    | Wydad AC          | 1 - 0 | 1 - 3  |
| US Transfoot  | 3 - 11   | USM Alger         | 1 - 3 | 2 - 8  |
| Asante Kotoko | 5 - 4    | Ghazl El Mahallah | 3 - 0 | 2 - 4  |

## Demi-finales
| Équipe 1      | Résultat | Équipe 2  | Aller | Retour |
| ------------- | -------- | --------- | ----- | ------ |
| Asante Kotoko | 7 - 2    | AS Police | 4 - 0 | 3 - 2  |
| Wydad AC      | 2e - 2   | USM Alger | 0 - 0 | 2 - 2  |

## Finale
| 16 novembre 2002 | Wydad AC   | 1 – 0 | Asante Kotoko | Stade Mohammed-V, Casablanca |
|                  | Madihi 50e |       |               |                              |

| 8 décembre 2002 | Asante Kotoko        | 2 – 1 | Wydad AC  | Baba Yara Stadium, Kumasi |                      |
|                 | Ansah 54e · Osei 86e |       | 73e Talha | Spectateurs : 80 000      | Spectateurs : 80 000 |

## Vainqueur
| Coupe des coupes de la CAF Vainqueur 2002 |
| ----------------------------------------- |
| Wydad AC Premier titre                    |